# Comté de Forty Mile No 8
Le comté de Forty Mile No 8 (anglais : Forty Mile County No. 8) est un district municipal situé dans la province d'Alberta, au Canada.

## Communautés et localités
Bourgs
- Bow Island

Villages
- Foremost

Hameaux
- Burdett
- Etzikom
- Manyberries
- Orion
- Skiff

Localités
- Aden
- Avalon
- Bingen
- Birdsholm
- Comrey
- Endon
- Faith
- Florann
- Gahern
- Goddard
- Granlea
- Groton
- Inversnay
- Jensen
- Juno
- Legend
- Maleb
- Nemiscam
- Pakowki
- Pendant d'Oreille
- Pinhorn
- Ranchville
- Whitla
- Winnifred
- Altorado
- Conquerville

## Démographie
| 2011  | 2016  |
| ----- | ----- |
| 3 336 | 3 581 |